# Instituto Europeu de Bioinformática

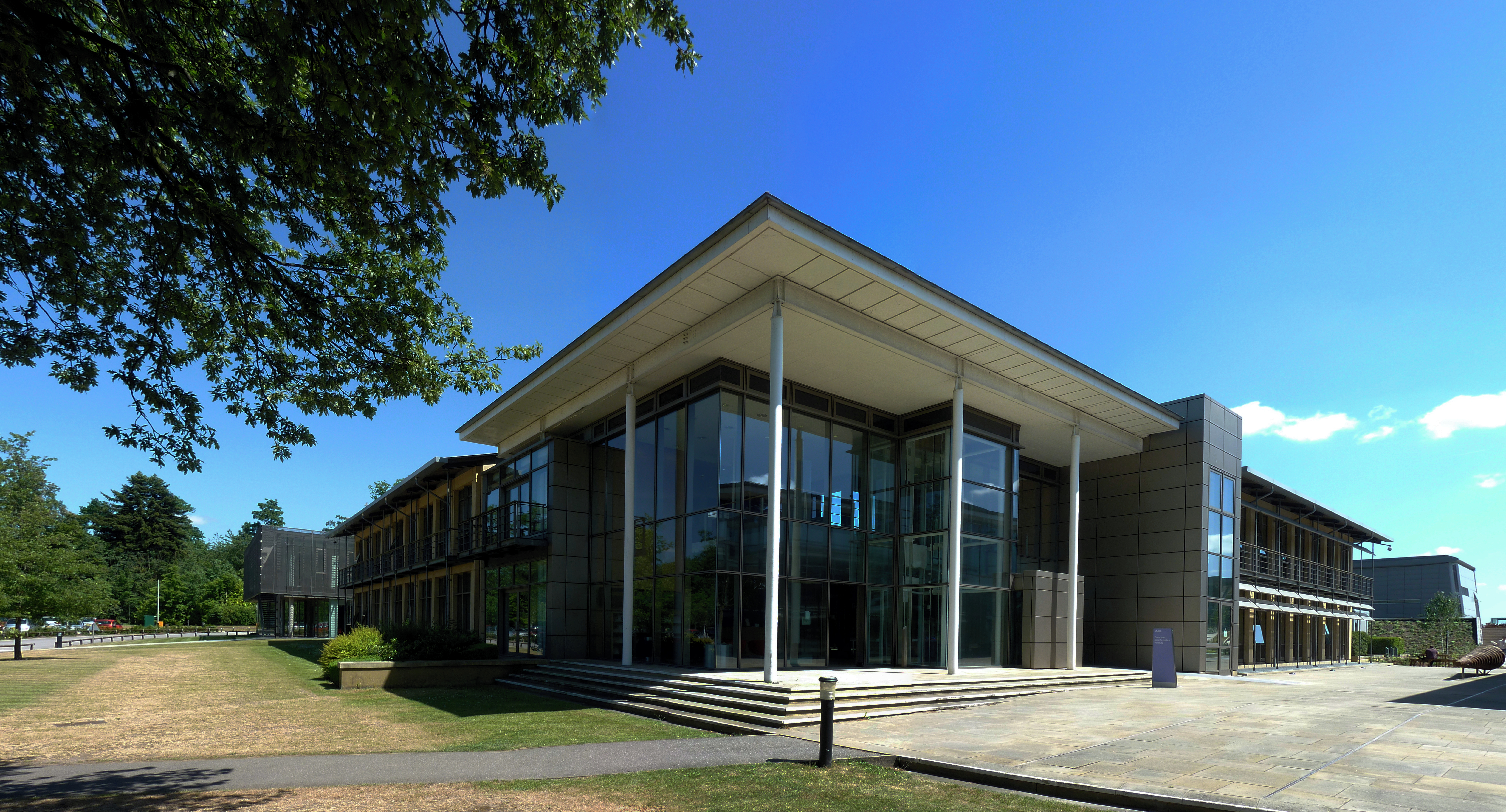
Instituto Europeu de Bioinformática, Hinxton, Cambridge, Reino Unido

 O Instituto Europeu de Bioinformática (em inglês, European Bioinformatics Institute, também chamado de EMBL-EBI) é uma Organização Governamental Internacional (IGO) parte da família do Laboratório Europeu de Biologia Molecular (EMBL),  que se concentra em pesquisas e serviços em bioinformática . Ele está localizado no Wellcome Genome Campus, em Hinxton, perto de Cambridge, e emprega mais de 600 funcionários em equivalente a período integral (ETI).

## Outras organizações de bioinformática
- Centro Nacional de Informação Biotecnológica, Biblioteca Nacional de Medicina dos Estados Unidos
- Instituto Nacional de Genética ( Banco de Dados de DNA do Japão )
- Instituto Suíço de Bioinformática (Expasy)
- Instituto de Genômica de Pequim, Academia Chinesa de Ciências